# Deutsches Theater Dorpat

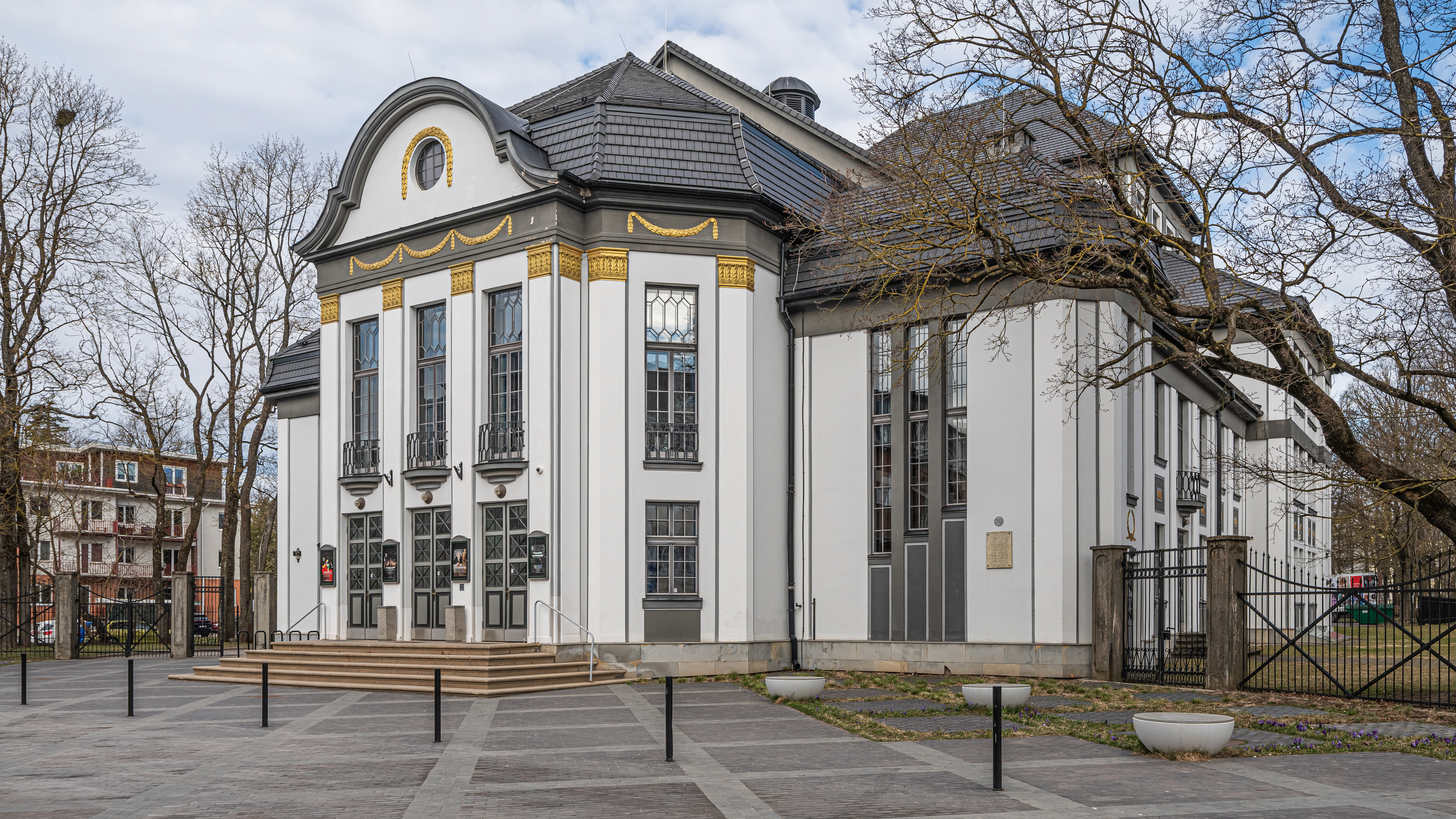
Kleines Haus des Vanemuine-Theaters, früher Deutsches Theater

Das Deutsche Theater Dorpat bestand im 19. und frühen 20. Jahrhundert in Dorpat, dem jetzigen Tartu in Estland.

## Geschichte

### Vorgeschichte
Seit dem späten 16. Jahrhundert sind deutschsprachige Theatervorführungen in Dorpat bekannt.  Seit etwa 1700 gehörte das Baltikum zum Russischen Reich. In den folgenden Jahrzehnten gab es weiter deutschsprachige
Aufführungen von einheimischen und auswärtigen Theatergruppen. Seit 1870 gab es auch das estnische Vanemuine-Theater als erstes und wichtigstes seiner Art.

### Deutscher Theater-Verein
1870 gründete sich der deutsche Theater-Verein, der
zunächst Vorführungen des Deutschen Theaters aus Reval (Tallinn) als Saisontheater im Sommer organisierte.
Etwa seit den 1880/1890er Jahren gab es ein eigenes Theaterensemble, das meist im Haus des deutschen Handwerker-Vereins spielte.
Dieser bemühte sich seit 1904 um den Bau eines neuen Theatergebäudes. Seit 1905 wurde ein provisorischer Saal mit etwa 700 Plätzen genutzt. Gespielt wurde weiterhin nur in der Sommersaison (von Mai bis August), wenn die großen Theater Sommerferien hatten.

### Planung eines neuen Theaters
1908 wurde ein Architekturwettbewerb ausgeschrieben. Den ersten Preis erhielten die Architekten Ernst Hoffmann und Fritz Schulz aus Berlin, den zweiten Nikolai Wassiljew und Alexej Bubyr aus Russland (die das Deutsche Theater in Reval entworfen hatten) und den dritten Hermann August Hartmann aus Riga. Der Dorpater Stadtbaumeister Arved Eichhorn gestaltete 1914 aber einen eigenen etwas kleineren Entwurf, der auf dem Siegerentwurf des Wettbewerbs beruhte und einige Elemente der beiden anderen mit einbezog.

### Nutzung des neuen Theaters
Am 19. Oktober 1918 wurde das neue Gebäude eingeweiht.
Dort wurden in den folgenden Jahren deutsche Schauspiele sowie Opern und Operetten aufgeführt. In dieser Zeit gehörte die Stadt Tartu zum neuen estnischen Staat.

## Persönlichkeiten
1910 und 1914 gehörten je 32 Schauspieler und 16 Chorsänger (Damen und Herren gleiche Anzahl), 19 bzw. 20 Orchestermitglieder und 1910 4 Balletttänzerinnen und ein -Tänzer zum Dorpater deutschen Theater.
Theaterdirektoren
- Julius Treumann, 1892 erwähnt
- Erich Sandt, 1910 erwähnt, gleichzeitig Direktor des Kurtheaters in Bad Pernau
- Anton Galotzy, 1914 erwahnt, gleichzeitig Direktor des Deutschen Theaters Reval

## Spätere Nutzung
Ende 1944 wurde das Gebäude nach dem Einmarsch der Roten Armee dem estnischsprachigen Vanemuine-Theaterensemble übergeben, das dort bereits im Dezember 1944 seine erste Vorstellung gab. 1967 wurde außerdem ein neues größeres Theatergebäude gebaut. Das ältere brannte 1978 nieder, wurde danach aber wieder aufgebaut, und wird seitdem als dessen Kleines Haus mitgenutzt.